# Sialine
La sialine, également appelée cotransporteur H+/nitrate ou cotransporteur H+/acide sialique, est une protéine membranaire lysosomale qui, chez l'homme, est codée par le gène SLC17A5, situé sur le chromosome 6,. Elle a pour fonction de permettre le passage des acides sialiques à travers cette membrane. Un déficit en sialine provoque la maladie de Salla (en) et la maladie de surcharge en acide sialique libre infantile (en).
Le gène HP59 (en) contient le gène SLC17A5 de la sialine, entièrement inclus dans sa séquence codante.